# Pud (jednotka)

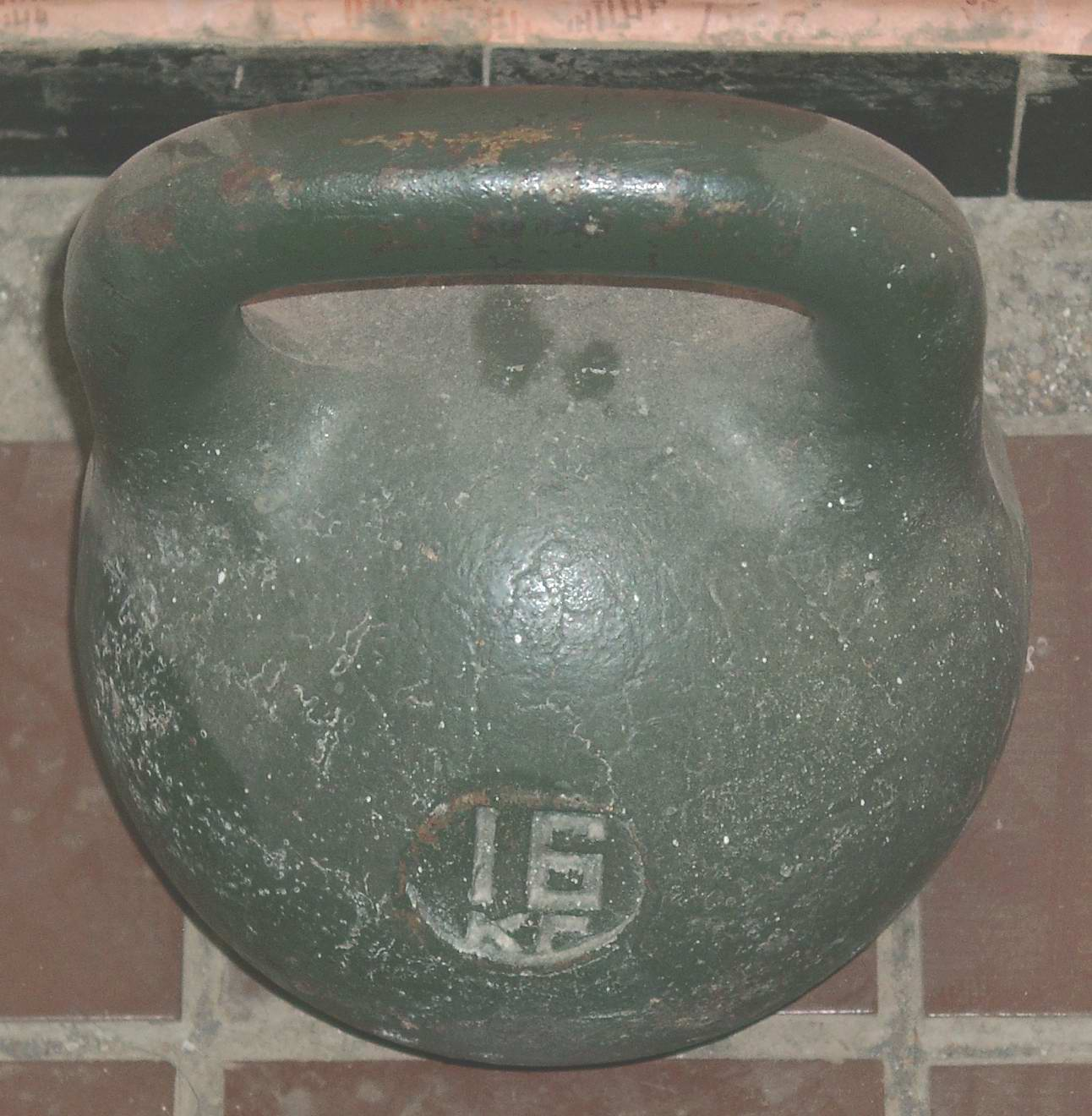
Sovětská bulina o váze 16 kg, tedy zhruba jeden pud

Pud (rusky: пуд) je ruská jednotka hmotnosti, používaná již ve středověku a odpovídající hmotnosti 16.38 kg. Byla zrušena v Sovětském svazu roku 1924 (po zavedení metrické soustavy v roce 1918), současně s dalšími jednotkami používanými v imperiálním Rusku. Užívána byla i v Estonsku.
Etymologický původ slova je v německém výrazu „Pfund“ (libra, přibližně 0,5 kg).
Slovo se používalo i obrazně, například jedno ruské úsloví zní: „Nemůžeš o nikom říct, že ho znáš, pokud jste spolu nesnědli pud soli“.

## Přepočty
- v 17. století: jeden pud = 16,38 kilogramu = 3840 zolotnik = 80 grivenka malá = 40 grivenka velká (fund) = 16 bezmen = 2/5 kotar = 0,1 berkovec (jednotka) = 1/12 četverť voščanaja =1/72 last
- do roku 1918: jeden pud = 16,38 kilogramu = 40 fund (grivenka velká)

- Čtyři pudy = jeden kap